# Dar Gai

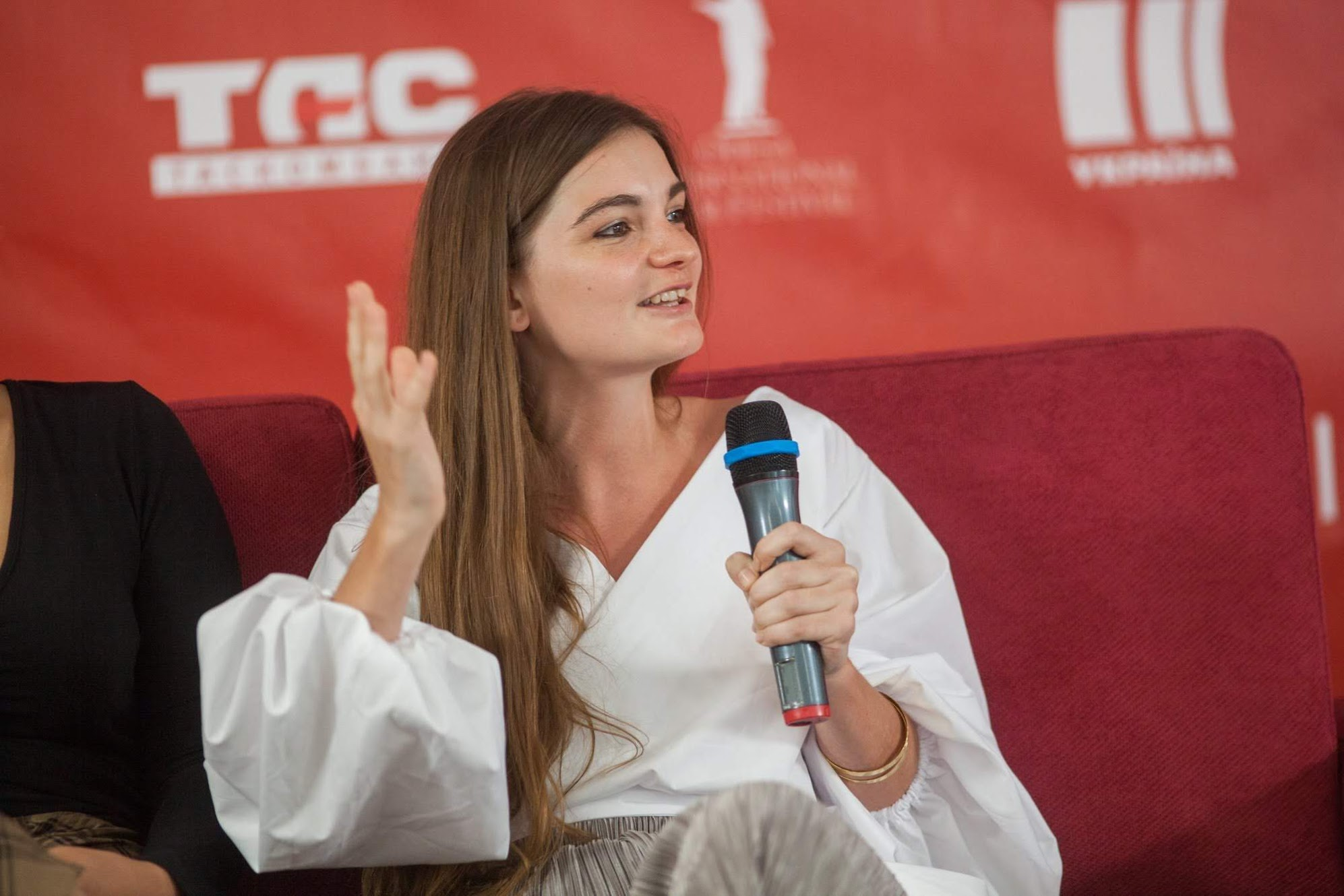
Dar Gai en una conferencia, 2024

Dar Gai (en ucraniano: Дар Гай) es una directora ucraniana radicada en la India, guionista y productor. Es conocida  por su trabajo en la película Teen  Aur aadha  y Namdev Bhau: En Búsqueda del Silencio.

## Primeros años
Dar Nació en Kiev, Ucrania. Tiene un BFA y MFA  en Filosofía con un minor en cine y teatro del NaUKMA. Más tarde,  es invitada a India para dirigir obras de teatro en el Scindia School, en Gwalior. También enseñó escritura de guiones y apreciación cinematográfica en el Instituto Internacional Whistling Woods, en Mumbai.

## Filmografía
| Año  | Película                             | Director | Escritor | Productor |
| ---- | ------------------------------------ | -------- | -------- | --------- |
| 2018 | Teen Aur Aadha                       | Sí       | Sí       | Sí        |
| 2018 | Namdev Bhau: En Búsqueda de Silencio | Sí       | Sí       | Sí        |